# مبارك زامة
مبارك زامة (مواليد 29 نوفمبر 2003، لاعب كرة قدم إماراتي يجيد اللعب في خط الوسط مع نادي الجزيرة.